# St. Ignace (Michigan)
St. Ignace – miasto w Stanach Zjednoczonych, w stanie Michigan, siedziba administracyjna hrabstwa Mackinac.